# Volta a Castela e Leão
A Volta a Castela e Leão, em seu dia denominada Trofeo Castilla y León, é uma carreira ciclista profissional por etapas espanhola que se disputa em Castela e Leão. Também contou com uma prova amador e feminina.
Disputa-se quase ininterruptamente, desde a temporada de 1985, com a excepção de 1990, mudando em 1996 ao nome actual. Desde a criação dos Circuitos Continentais da UCI em 2005 faz parte do UCI Europe Tour, dentro da categoria 2.1.
Está organizada pelo Clube Ciclista Cadalsa, ao igual que o Grande Prêmio Cidade de Valladolid e o Grande Prêmio Castela e Leão, ambas profissionais femininas já desaparecidas.
Quanto a participação costuma ter uma boa representação internacional e de equipas de categoria UCI ProTour, e que têm em sua palmarés ciclistas importantes como Miguel Indurain, Melchor Mauri, Santiago Blanco, Ángel Casero, Leonardo Piepoli, Francisco Mancebo, Alexandre Vinokourov, Alberto Contador, Levi Leipheimer e Alejandro Valverde.
Desde o ano de 2009, percorre todos os anos a La 8 CyL. Desde a alguns anos também tem o resumo ou final de etapa transmitido pela Teledeporte ou a Eurosport. Em rádio não se transmite.

## Volta a Castela e Leão feminina e amador
Anteriormente também se disputaram sendas edições femininas e amador masculina organizadas pelo mesmo clube que a sua homónima profissional masculina.
A feminina começou-se a disputar em 2001. A data na que se corria foi variando ao longo dos anos, assim em 2001 foi a princípios do mês de junho, de 2002 a 2004 começava dois dias após o Grande Prêmio Castela e Leão no final do mês de março e em 2005 foi no final do mês de abril. Disputava-se em 3 etapas. A suas duas primeiras edições foram amador, apesar disso participavam corredoras profissionais de primeiro nível até que em 2004 começou a ser completamente profissional, primeiro na categoria 2.9.1 (máxima categoria para voltas por etapas femininas) renomeando-se essa categoria em 2005 pela 2.1 mantendo a carreira dito status, sendo essa a sua última edição.
Enquanto, a amador só se disputou em 2003, em meados do mês de julho, e também em 3 etapas. O seu ganhador foi Antonio López.

## Pálmarés

### Masculino
| Ano                       | Vencedor              | Segundo                       | Terceiro                |           |
| ------------------------- | --------------------- | ----------------------------- | ----------------------- | --------- |
| Troféu Castela e Leão     |                       |                               |                         |           |
| 1985                      | Jesús Blanco Villar   | Federico Echave               | Miguel Ángel Iglesias   |           |
| 1986                      | Alfonso Gutiérrez     | Carlos Hernández Bailo        | Manuel Jorge Domínguez  |           |
| 1987                      | Alfonso Gutiérrez     | Manuel Jorge Domínguez        | Antonio Esparza         |           |
| 1988                      | Reimund Dietzen       | Federico Echave               | Ángel Arroyo            |           |
| 1989                      | Federico Echave       | Peter Hilse                   | Luc Suykerbuyk          |           |
| 1990 edição não realizada |                       |                               |                         |           |
| 1991                      | José Rodríguez García | Juan Carlos González Salvador | Alfonso Gutiérrez       |           |
| 1992                      | Asiat Saitov          | Malcolm Elliott               | Ángel Edo               |           |
| 1993                      | Miguel Indurain       | Abraham Olano                 | Antonio Martín          |           |
| 1994                      | Melcior Mauri         | Álvaro González de Galdeano   | Nico Emonds             |           |
| 1995                      | Santiago Blanco       | Aitor Garmendia               | Claus Moller            |           |
| Volta a Castela e Leão    |                       |                               |                         |           |
| 1996                      | Andrea Peron          | Udo Bölts                     | Íñigo Cuesta            |           |
| 1997                      | Ángel Casero          | Laurent Jalabert              | Udo Bölts               |           |
| 1998                      | Aitor Garmendia       | Ángel Casero                  | Jan Ullrich             |           |
| 1999                      | Leonardo Piepoli      | Alberto Elli                  | Giuseppe Guerini        |           |
| 2000                      | Francisco Mancebo     | Aitor Osa                     | Dave Bruylandts         |           |
| 2001                      | Marcos Serrano        | Levi Leipheimer               | Manuel Beltrán Martínez |           |
| 2002                      | Juan Miguel Mercado   | Joan Horrach                  | Leonardo Piepoli        |           |
| 2003                      | Francisco Mancebo     | Denis Menchov                 | Alex Zülle              |           |
| 2004                      | Koldo Gil Perez       | David Navas                   | Iván Gutiérrez          |           |
| 2005                      | Carlos García Quesada | Francisco Pérez               | David Blanco            |           |
| 2006                      | Alekszandr Vinokurov  | Luis León Sánchez             | José Luis Rubiera       |           |
| 2007                      | Alberto Contador      | Koldo Gil Perez               | Juan José Cobo          |           |
| 2008                      | Alberto Contador      | Mauricio Soler                | Thomas Dekker           |           |
| 2009                      | Levi Leipheimer       | Alberto Contador              | David Zabriskie         |           |
| 2010                      | Alberto Contador      | Igor Antón                    | Ezequiel Mosquera       |           |
| 2011                      | Xavier Tondo          | Bauke Mollema                 | Igor Antón              |           |
| 2012                      | Javier Moreno         | Guillaume Levarlet            | Pablo Urtasun           |           |
| 2013                      | Rubén Plaza           | Francisco Mancebo             | Francesco Lasca         |           |
| 2014                      | David Belda           | Marcos García                 | Sylwester Szmyd         |           |
| 2015                      | Pierre Rolland        | Beñat Intxausti               | Igor Antón              |           |
| 2016                      | Alejandro Valverde    | Pello Bilbao                  | Jóni Brandão            |           |
| 2017                      | Jonathan Hivert       | Henrique Casimiro             | Richard Carapaz         |           |
| 2018                      | Rubén Plaza           | Carlos Barbero                | Eduard Prades           |           |
| 2019                      | Davide Cimolai        | Guillaume Boivin              | Jérôme Cousin           |           |
| 2020                      | cancelado             | cancelado                     | cancelado               | cancelado |
| 2021                      | Matis Louvel          | Stefano Oldani                | Mauricio Moreira        |           |
| 2022                      | Simon Yates           | George Bennett                | Jonathan Lastra         |           |
| 2023                      | Eduardo Sepúlveda     | Felix Engelhardt              | Alex Molenaar           |           |
| 2024                      | Caleb Ewan            | Davide Cimolai                | Jenthe Biermans         |           |
| 2025                      |                       |                               |                         |           |

Nota: Na edição 2001 o corredor Levi Leipheimer foi inicialmente terceiro, mas devido à sanção imposta no ano de 2012 por práticas dopantes relacionadas com o caso do ciclista Lance Armstrong, os resultados obtidos por Leipheimer entre 1 de janeiro de 1999 e 30 de julho de 2006 e entre a 7 de julho de 2007 e 27 de julho de 2007 foram-lhe anulados.

### Feminino
Em amarelo: edição amador.
| Ano  | Ganhador         | Segundo            | Terceiro            |
| ---- | ---------------- | ------------------ | ------------------- |
| 2001 | Margaret Hemsley | Madeleine Lindberg | Dori Ruano          |
| 2002 | Nicole Brändli   | Judith Arndt       | Nicole Cooke        |
| 2003 | Zoulfia Zabirova | Mirjam Melchers    | Susanne Ljungskog   |
| 2004 | Mirjam Melchers  | Kate Bates         | Anouska van der Zee |
| 2005 | Judith Arndt     | Noemi Cantele      | Sara Carrigan       |

### Amador
| Ano  | Ganhador      | Segundo                 | Terceiro       |
| ---- | ------------- | ----------------------- | -------------- |
| 2003 | Antonio López | Francisco José Terciado | Alexey Bomerov |

## Estatísticas

### Mais vitórias
| Ciclista          | Vitórias | Anos              |
| ----------------- | -------- | ----------------- |
| Alberto Contador  | 3        | 2007, 2008 e 2009 |
| Alfonso Gutiérrez | 2        | 1986 e 1987       |
| Paco Mancebo      | 2        | 2000 e 2003       |
| Rubén Plaza       | 2        | 2013 e 2018       |

Em negrito corredores activos.

### Vitórias consecutivas
- Duas vitórias seguidas:
  -  Alfonso Gutiérrez (1986, 1987)
  -  Alberto Contador (2007, 2008)

## Palmarés por países
| \| País \| Vitórias \| Último vencedor \| \| -------------- \| -------- \| --------------------------- \| \| Espanha \| 25 \| Rubén Plaza em 2018 \| \| Itália \| 3 \| Davide Cimolai em 2019 \| \| França \| 2 \| Jonathan Hivert em 2017 \| \| Alemanha \| 1 \| Reimund Dietzen em 1988 \| \| Rússia \| 1 \| Asiat Saitov em 1992 \| \| Cazaquistão \| 1 \| Alexandr Vinokourov em 2006 \| \| Estados Unidos \| 1 \| Levi Leipheimer em 2009 \| |          |                             |
| País | Vitórias | Último vencedor             |
| Espanha | 25       | Rubén Plaza em 2018         |
| Itália | 3        | Davide Cimolai em 2019      |
| França | 2        | Jonathan Hivert em 2017     |
| Alemanha | 1        | Reimund Dietzen em 1988     |
| Rússia | 1        | Asiat Saitov em 1992        |
| Cazaquistão | 1        | Alexandr Vinokourov em 2006 |
| Estados Unidos | 1        | Levi Leipheimer em 2009     |

| \| País \| Vitórias \| \| ------------- \| -------- \| \| Austrália \| 1 \| \| Suíça \| 1 \| \| Cazaquistão \| 1 \| \| Países Baixos \| 1 \| \| Alemanha \| 1 \| |          |
| País | Vitórias |
| Austrália | 1        |
| Suíça | 1        |
| Cazaquistão | 1        |
| Países Baixos | 1        |
| Alemanha | 1        |

| \| País \| Vitórias \| \| ------- \| -------- \| \| Espanha \| 1 \| |          |
| País                                                                | Vitórias |
| Espanha                                                             | 1        |